# (1409) Isko
(1409) Isko ist ein Asteroid des Hauptgürtels, der am 8. Januar 1937 vom deutschen Astronomen Karl Wilhelm Reinmuth in Heidelberg entdeckt wurde.
Benannt ist der Asteroid nach Ilse Koch, der Ehefrau des deutschen Astronomen Fritz Kubach.